# Космичке мистерије
Космичке мистерије (лат. Mysterium Cosmographicum) књига је о астрономији немачког астронома Јохана Кеплера, објављена у Тибингену 1596. године. Кеплер у овој књизи говори да се однос величина шест планета познатих у то време може приказати помоћу пет Правилних полиедара, унутар сфере која представља Сатурнову орбиту.
Ова књига описује Кеплерову космичку теорију, базирану на хелиоцентричном систему, у коме пет правилних полиедара дефинише структуру универзума и представљају Божји план помоћу геометрије. Ово је први покушај још од Николе Коперника да се хелиоцентрицизам физички докаже. Кеплер у књизи каже да је први пут приметио овај однос случајно док је рачунао однос између круга и круга образованог ротиранјем уписаног круга. Тада је уочио да је дати однос исти као и однос између орбита Сатурна и Јупитера. Написао је: "Само сам се чистом срећом приближио правом стању ствари. Мислио сад да је то била Божја воља када сам случајно дошао до нечега до чега никада не бих могао доћи мукотрпним радом." Али након даљих прорачуна схватио је да не може представити све планете користећи дводимензионалне многоугле, већ помоћу пет правилних полиедара.